# Earl Wilbur Sutherland jr.
Earl Wilbur Sutherland Jr. (Burlingame, 19 november 1915 – Miami, 9 maart 1974) was een Amerikaans farmacoloog en biochemicus. Hij won in 1971 de Nobelprijs voor Fysiologie of Geneeskunde voor zijn ontdekking van de activiteit van hormonen, in het bijzonder adrenaline, via secundaire boodschappers (zoals cyclisch adenosinemonofosfaat).

## Biografie
Sutherland werd geboren in Burlingame als zoon van Earl Wilbur Sutherland Sr. en Edith M. Hartshorn. Na zijn High School-opleiding behaalde hij in 1937 zijn bachelordiploma in scheikunde aan de Washburn University. In 1942 kreeg hij zijn medische masterdiploma van de Washington University School of Medicine.
Na als legerarts onder George Patton te hebben gediend in de Tweede Wereldoorlog, keerde Sutherland terug naar Washington D.C.. Hier ging hij onderzoek doen in het farmacologielab van Nobelprijslaureaat Carl Ferdinand Cori naar het effect van de hormonen noradrenaline en glucagon op de afbraak van glycogeen tot glucose, het zogenaamde glycogenolyse-proces. In 1953 werd hij directeur van het department farmacologie aan de Case Western Reserve University. Hier ontdekte hij het bestaan aan van cyclisch adenosinemonofosfaat (cAMP) en de rol die deze secundaire boodschapper speelt bij het aansturen van de acties van bepaalde hormonen. Het geeft onder andere signalen van hormonen door binnen een lichaamscel. In 1963 vertrok Sutherland naar de Vanderbilt University School of Medicine om zich nog meer met onderzoek bezig te kunnen houden. Hij was aan deze universiteit professor fysiologie tot 1973.
In 1966 werd hij verkozen tot lid van de National Academy of Sciences. In 1970 won hij de Albert Lasker Award for Basic Medical Research voor zijn medische onderzoek. In 1973 kreeg hij de National Medal of Science.